# Nationalpark Chae Son

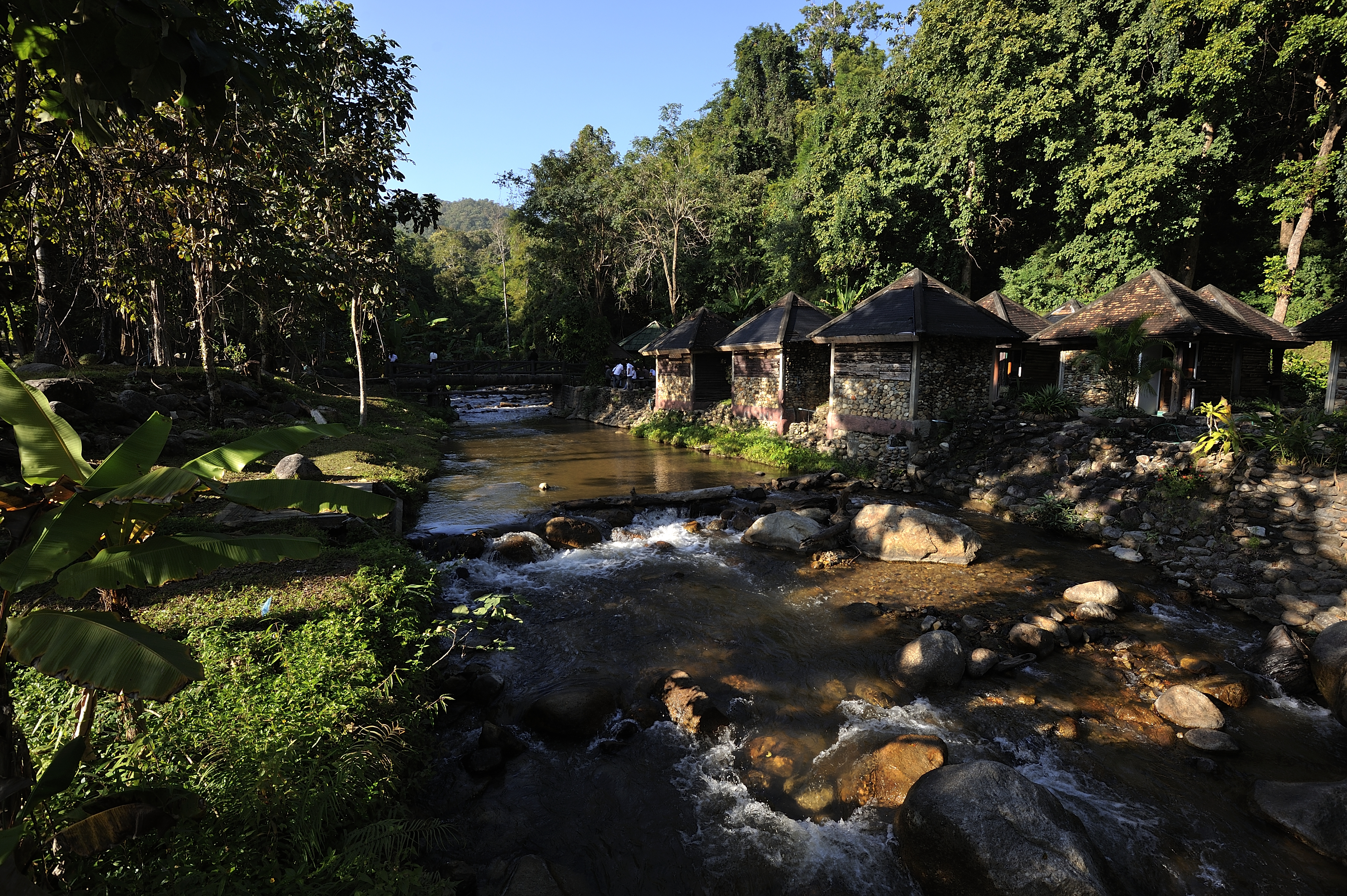
Im Nationalpark Chae Son (2014)

Der Nationalpark Chae Son (อุทยานแห่งชาติแจ้ซ้อน) ist ein thailändischer Nationalpark. Er liegt in der Nordregion von Thailand.

## Geschichte und Allgemeines
Der Nationalpark Chae Son wurde am 28. Juli 1988 zum Nationalpark ernannt, er ist Thailands 58. Nationalpark. Im Jahr 2000 erhielt der Chae Son Nationalpark den Preis der besten „Natural Attraction“ in Thailand.
Er umfasst ein Gebiet von 768 km² und ist eine der Hauptattraktionen von Lampang. Er bietet seinen Gästen bis zu 81 °C heiße Quellen, Wasserfälle und Höhlen.

## Geographie
Der Nationalpark Chae Son liegt in den Landkreisen (Amphoe) Mueang Pan, Chae Hom, Wang Nuea und Amphoe Mueang Lampang der Provinz Lampang, sein Gebiet besteht aus felsigem, gebirgigem Terrain. Der Felsuntergrund besteht Trias Granit, Schiefergestein, Phyllit und Kalkstein.

## Klima
- Regensaison: Mai bis Oktober
- Wintersaison: November bis Februar
- Sommersaison: März bis April

## Flora und Fauna
Im Nationalpark Chae Son wachsen Misch-, Laub- und Dipterocarpwälder. Er ist weiterhin Lebensraum vieler verschiedener Tier- und Pflanzenarten.

### Pflanzenarten
- Teakbaum (Tectona grandis)
- Afzelia xylocarpa, das Holz wird „Makamong“ genannt
- Lagerstroemia tomentosa Presl aus der Gattung der Lagerströmien (Lagerstroemia)
- Terminalia mucronata aus der Gattung der Myrobalanen (Terminalia)
- Schleichera oleosa[3]
- Chukrasia tabularis
- Australische Rotzeder  (Toona ciliata)
- Diospyros pubicalyx
- Lagerstroemia calyculata

### Tierarten
- Gewöhnlicher Muntjak
- Kleinkantschil
- Asiatische Goldkatze
- Siamesischer Feldhase
- Südlicher Serau
- Malaien-Gleitflieger
- Schamadrossel
- Bankivahuhn

## Sehenswürdigkeiten
- Wasserfall Chae Son (Thai: น้ำตกแจ้ซ้อน,  Namtok Chae Son) – ein Wasserfall über sechs Ebenen, entstanden aus dem Mae Nam Mon.
- Wasserfall Mae Mon (Thai: น้ำตกแม่มอญ, Namtok Mae Mon, auch Mae Mawn) – ungefähr fünf Kilometer von National Park Office entfernt.
- Wasserfall Mae Khun (Thai: น้ำตกแม่ขุน, Namtok Mae Khun, auch Mae Koon) – fällt von einem Felsvorsprungs etwa 100 Meter in die Tiefe. Er liegt in der Nähe des Mae-Mon-Wasserfalls.
- Wasserfall Mae Piak (Thai: น้ำตกแม่เปียก, Namtok Mae Piak, auch Mae Peak) – ein Wasserfall über drei Ebenen, etwa drei Kilometer vom National Park Office.
- Heiße-Quellen (Thai: น้ำพุร้อนแจ้ซ้อน, Nam Phu Chae Son) – umfassen ein Gebiet von etwa 4800 m² (das entspricht etwa drei Rai), sie haben einen geringen Schwefelgehalt.
- Warmwasser Bassin – nahe den Heißen-Quellen und dem Chae Son Wasserfall
- Mineralbad (Thai: ห้องอาบน้ำแร่, Hong Abnam Rae) – das natürliche Mineralwasser stammt aus einem Geyser, die Temperatur beträgt zwischen 39 °C und 42 °C.
- Pha Ngam Höhle (Thai: ถ้ำผางาม, Tham Pha Ngam) – sich im äußersten Norden des Nationalparks. Hier befinden sich auch noch weitere Höhlen wie die Tham Nam, Tham Mor, Tham Luang und Tham Loug Kae.